# Марк Фабий Бутеон
Марк Фабий Бутеон (на латински: Marcus Fabius Buteo; † 210 – 209 пр.н.е.) e политик на Римската република през 3 век пр.н.е.

## Биография
Произлиза от фамилията Фабии. Неговият баща и дядо се казват Марк Фабий. Брат е на Нумерий Фабий Бутеон (консул 247 пр.н.е.).
През 245 пр.н.е. Фабий става консул заедно с Гай Атилий Булб. Той получава Сицилия като провинция и води там война против Картаген. Фабий има успех при морска битка при Айгимурос (Aigimuros). По-късно корабът с неговата плячка потъва.
През 241 пр.н.е. Фабий е избран за цензор заедно с Гай Аврелий Кота. В края на 216 пр.н.е. е избран за диктатор, за да попълни намалените редове от сенатори след битката при Кана. Понеже вече има избран диктатор за други задачи, Марк Юний Пера, Фабий не получава magister equitum. Той свършва задачата си бързо.
Между 214 пр.н.е. и 209 пр.н.е. той e princeps senatus. Умира преди 209 пр.н.е. На неговото място е избран за princeps senatus Квинт Фабий Максим Верукоз Кунктатор вместо кандидата Публий Семпроний Тудицан.